# Forest Pathology
Forest Pathology – międzynarodowe, recenzowane czasopismo naukowe publikujące w dziedzinie leśnictwa i fitopatologii.
Pismo to obejmuje tematyką choroby drzew wywoływane przez fitoplazmy, wirusy, bakterie, grzyby i nicienie jak również te wywołane czynnikami genetycznymi, fizycznymi, chemicznymi i środowiskowymi takimi jak zanieczyszczenie powietrza. Publikowane są tu oryginalne artykuły naukowe, krótkie doniesienia, artykuły przeglądowe oraz recenzje pozycji książkowych.
W 2015 impact factor pisma wynosił 1,373, a w 2014 zajęło 25. miejsce w rankingu ISI Journal Citation Reports w tematyce leśnej.